# Samuel Newton
Samuel Newton (n. 23 noiembrie 1881, Drummondville⁠(d), provincia Québec, Canada – d. 11 octombrie 1944, Sherbrooke⁠(d), provincia Québec, Canada) a fost un trăgător de tir ce a reprezentat Canada, medaliat olimpic. A participat la o ediție a Jocurilor Olimpice (1924) în care a câștigat o medalie de argint.

## Participări
Lista de mai jos prezintă principalele competiții la care a participat Samuel Newton de-a lungul carierei.
- shooting at the 1924 Summer Olympics – men's team clay pigeons[*]